# Seznam humorističnih nanizank
Seznam vsebuje znane humoristične nanizanke.

## A
- ALF
- Alo alo ('Allo 'Allo)

## Č
- Črni gad (Blackadder)

## D
- Delo na črno (Moonlighting)

## G
- Gospod Bean (Mr. Bean)

## H
- Hotel Poldruga zvezdica

## L
- Leteči cirkus Montyja Pythona

## M
- Moška liga (The League Of Gentlemen)

## N
- Naravnost fantastično (Absolutely Fabulous)
- Naša mala klinika
- Moje ime je Earl (My name is Earl)

## O
- Oh ta sedemdeseta (That '70s show)

## P
- Polna hiša (Full House)
- Popolna tujca (Perfect Strangers)
- Princ iz Bel-Aira (The Fresh Prince of Bel-Air)

## S
- Samo bedaki in konji (Only Fools and Horses)
- Sledge Hammer!

## Š
- Ščuke pa ni, ščuke pa ne
- Šoferja (Kamiondžije)
- Šoferja 2 (Kamiondžije 2)

## T
- Teater Paradižnik
- Top lista nadrealistov (Top lista nadrealista)
- Tretji kamen od Sonca (3rd Rock from the Sun)

## V
- Vikarka iz Dibleya
- Vsi imajo radi Raymonda